# Шанхайский полдень
«Шанхайский полдень» (англ. Shanghai Noon) — американо-гонконгский фильм, комедийный вестерн, ставший режиссёрским дебютом Тома Дея. Фильм о взаимодействии двух людей с разными личностями и расовой принадлежностью (гвардеец китайского императора и белый разбойник с Дикого Запада), которые объединяются, чтобы остановить преступников.
В 2003 году вышло продолжение — фильм «Шанхайские рыцари».

## Сюжет
Когда прекрасную китайскую принцессу похищают, Император отправляет на Дикий Запад троих самых верных и искусных телохранителей. Чон Ванг, естественно, не оказывается в их числе. Но тайными путями ему всё-таки удаётся попасть в воинственную делегацию и оказаться в самом сердце Америки и непредсказуемых событий. 
Вместе со случайным напарником китайский телохранитель попадает во всевозможные переделки; между делом он помогает племени Сиу, выкуривает трубку мира и тут же оказывается на тропе войны, по которой пробегают его многочисленные враги.

## В ролях
- Джеки Чан — Чон Ванг
- Оуэн Уилсон — Рой О`Бэннон
- Люси Лью — Принцесса Пей Пей
- Брэндон Меррилл — Падающий Лист
- Роджер Йуан — Ло Фон
- Ксандер Беркли — маршал Натан Ван Клиф
- Эрик Чен — телохранитель императора
- Джейсон Коннери — Кельвин Эндрюс
- Кейт Лайбен — Фифи
- Уолтон Гоггинс — Уоллес
- Генри О — королевский переводчик, дядя Ванга
- Саймон Бэйкер — Маленькое Перо
- Юй Жунгуан — императорский гвардеец
- Эрик Чен — императорский гвардеец
- Юань Бяо — боец в салуне (в титрах не указан)

## Кассовые сборы
Фильм с бюджетом в 55 миллионов долларов собрал в мировом прокате 99 274 467 долларов. За первый уик-энд он собрал 19,6 миллионов и занял третье место, уступив таким фильмам как «Динозавр» и «Миссия невыполнима 2».

## Критика
«Шанхайский полдень» был хорошо принят критиками. На сайте Rotten Tomatoes фильм имеет рейтинг 79 % на основе 134 рецензий со средним баллом 6.6 из 10. На сайте Metacritic фильм имеет оценку 77 из 100 на основе 30 рецензий критиков, что соответствует статусу «в целом положительные отзывы».

## Отсылки
В фильме имеется множество отсылок на вестерны или имена актеров вестернов: герой Джеки Чана (Чон Ванг) в Америке носит имя Джон Уэйн — в честь «короля вестернов» Джона Уэйна, Рой О’Бэннон в конце фильма говорит, что его настоящее имя Уайетт Эрп — в честь знаменитого стража порядка и героя вестернов, жившего в конце XIX — начале XX вв., один из членов банды Роя — «пришлый» — носит имя Уоллак — в честь актера Илая Уоллака, исполнителя роли главаря бандитов Калверы в фильме «Великолепная семёрка». Название фильма Shanghai Noon — отсылка к известному фильму «High Noon».

## Награды
2001, Blockbuster Entertainment Awards — Люси Лью.